# Cory Spinks
Cory Spinks (ur. 20 lutego 1978 w Saint Louis) – amerykański bokser, były niekwestionowany zawodowy mistrz świata w kategorii półśredniej (do 147 funtów) oraz były mistrz świata IBF w kategorii lekkośredniej (do 154 funtów). Syn byłego mistrza świata w kategorii ciężkiej, Leona Spinksa.

## Kariera amatorska
Bilans walk amatorskich Spinksa to 78 zwycięstw i tylko 3 porażki. W 1997 zdobył złoty medal w zawodach Golden Gloves.

## Kariera zawodowa
Przeszedł na zawodowstwo w 1997. Pierwszą porażkę poniósł w 1998, w swojej czternastej walce, z Meksykaninem Antonio Diazem. W 2002 dostał szansę walki o wakujące mistrzostwo świata organizacji IBF w kategorii półśredniej, nie wykorzystał jej jednak, przegrywając na punkty z Włochem Michele Piccirillo. W 2003 roku doszło do walki rewanżowej między tymi pięściarzami. Tym razem to Amerykanin był górą i odebrał Włochowi pas mistrzowski.
13 grudnia 2003 doszło do walki unifikacyjnej między Spinksem i Ricardo Mayorgą, mistrzem świata organizacji WBC i WBA. Amerykanin wygrał pojedynek decyzją większości na punkty (sędzia odebrał Mayordze dwa punkty – za uderzenie po gongu i za trzymanie), stał się tym samym niekwestionowanym mistrzem kategorii półśredniej.
W pierwszej obronie, 10 kwietnia 2004, Spinks pokonał na punkty Zaba Judaha. Pięć miesięcy później pokonał, także na punkty, byłego mistrza świata WBC w kategorii lekkiej, Miguela Ángela Gonzáleza.
W lutym 2005 stoczył pojedynek rewanżowy z Judahem, który przegrał przez techniczny nokaut w dziewiątej rundzie i w konsekwencji stracił wszystkie trzy tytuły.
Po tej przegranej Spinks zaczął walczyć w wadze lekkośredniej. Już w pierwszej walce w tej kategorii wagowej wywalczył tytuł mistrza świata organizacji IBF, pokonując na punkty decyzją większości Romana Karmazina. W lutym 2007, w pierwszej obronie nowego tytułu, pokonał Rodneya Jonesa.
Po tej walce Spinks postanowił kolejny raz zmienić kategorię wagową na wyższą. 19 maja stoczył walkę z Jermainem Taylorem, mistrzem świata WBC i WBO w kategorii średniej. Po wyrównanej walce przegrał jednak na punkty niejednogłośną decyzją sędziów. 27 marca 2008 powrócił do kategorii lekkośredniej aby obronić swój tytuł mistrza IBF w tej kategorii. Nie udało mu się to jednak – przegrał z Verno Phillipsem na punkty po niejednogłośnej decyzji sędziów i stracił pas mistrzowski.
Phillips wkrótce zrezygnował jednak z tytułu mistrza świata, aby móc walczyć z Paulem Williamsem. W konsekwencji po trzynastu miesiącach przerwy w boksowaniu Spinks zmierzył się o wakujący tytuł z Deandre Latimore'em i pokonał go niejednogłośną decyzją sędziów na punkty, mimo że już w pierwszej rundzie był liczony. Mistrzostwo stracił 7 sierpnia 2010 roku na rzecz Corneliusa Bundrage'a. 28 stycznia 2012 pokonał jednogłośną decyzją Sechew Powella zostając oficjalnym pretendentem do pasa IBF w wadze junior średniej.